# Навате (Бреша)
Навате је насеље у Италији у округу Бреша, региону Ломбардија.
Према процени из 2011. у насељу је живело 76 становника. Насеље се налази на надморској висини од 109 м.